# پاملا اندرسون
پامِلا دنیز اندرسون (انگلیسی: Pamela Denise Anderson؛ زادهٔ ۱ ژوئیه ۱۹۶۷) بازیگر، مدل و شخصیت رسانه‌ای کانادایی-آمریکایی است. او پس از انتخاب شدن به عنوان پلی‌میت ماه فوریه ۱۹۹۰ مجله پلی‌بوی، به شهرت رسید. سپس به‌طور منظم بر روی جلد این مجله ظاهر شد و رکورد بیشترین تعداد حضور در جلد پلی‌بوی را در میان افراد مختلف به نام خود ثبت کرد. اندرسون حرفه بازیگری خود را با حضور در مجموعه کمدی بهبود خانه (۱۹۹۱–۱۹۹۳، ۱۹۹۷) آغاز کرد. سپس با ایفای نقش سی جی پارکر در سریال درام بی‌واچ (۱۹۹۲–۱۹۹۷) به شهرت جهانی دست یافت، و جایگاه خود را به عنوان نماد سکس تثبیت کرد.
در سال ۱۹۹۵، ویدیوهای شخصی از اندرسون به همراه همسر وقتش تامی لی دزدیده شد و به عنوان سکس تیپ فروخته شد که منجر به یک درگیری قانونی شد و او را به موضوع جنجال تبدیل کرد. فیلم‌های او شامل فیلم ترسناک ۳ (۲۰۰۳)، بورات (۲۰۰۶)، گارد ساحلی (۲۰۱۷) و نیکی لارسون و عطر کوپید (۲۰۱۸) می‌شود.
اندرسون در دهه ۲۰۲۰ مشغول احیای حرفهٔ خود بود. او در سال ۲۰۲۲ با ایفای نقش راکسی هارت در نمایش موزیکال شیکاگو در تئاتر برادوی، توجهات را به خود جلب کرد. سپس در سال ۲۰۲۳، مستند پاملا، یک داستان عاشقانه از نتفلیکس منتشر شد که همزمان با انتشار کتاب زندگینامه‌اش بود. در سال ۲۰۲۴، او در فیلم مستقل آخرین شوگرل نقش‌آفرینی کرد که برای این فیلم نامزد دریافت جایزه گلدن گلوب بهترین بازیگر زن – فیلم درام شد.
اندرسون به‌طور عمومی از اهداف خیرخواهانه مختلف، به ویژه حقوق حیوانات و بنیاد مردمی رعایت اصول اخلاقی در برابر جانوران حمایت کرده است. او همچنین به آشپزی گیاهی علاقه دارد و میزبان برنامه آشپزی گیاهی است.

## اوایل زندگی
پاملا اندرسون در شهر لیدی‌اسمیت در ایالت بریتیش کلمبیای کانادا زاده شد. شهر لیدی اسمیث شهر کوچکی در ۹۰ کیلومتری شهر ویکتوریا بود. مادرش گارسون و پدرش مکانیک دستگاه‌های تهویه گرمایی بود. مادرش کانادایی و پدرش در کشور فنلاند متولد شده و مهاجر بود. پس از تولد وی، پدر و مادرش (گری و کارول) به همراه برادر بزرگ‌ترش (گری اندرسون) به شهر کوماکس که در همان ایالات بریتیش کلمبیا بود، نقل مکان کردند.

## زندگی شخصی

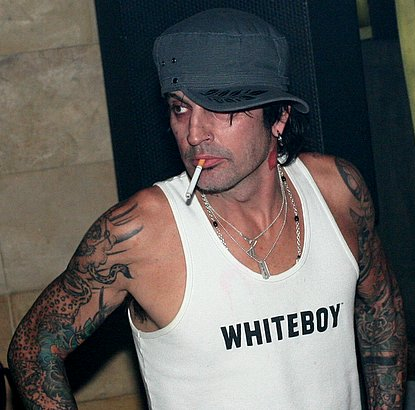
تامی لی در جشن هالووین

او نخست با تامی لی در سال ۱۹۹۵ ازدواج کرد و ۳ سال بعد از وی با داشتن ۲ فرزند به نام‌های (برندین و توماس) جدا شد. در سال ۲۰۰۲ پاملا اندرسون اعلام کرد که از شوهر سابقش بیماری هپاتیت سی گرفته است.
یک فیلم پورنو که مربوط به دوران ماه عسل پاملا و تامی لی بود از خانه آن‌ها دزدیده می‌شود و سر از اینترنت درمیاورد و به صورت بی‌سابقه‌ای در دنیای مجازی و اینترنت پرطرفدار می‌شود. پاملا از شرکت توزیع‌کننده فیلم دزدیده‌شده شکایت می‌کند و سرانجام ۱٫۵ میلیون دلار غرامت دریافت می‌کند. شهرت پاملا اندرسون برای ماجرای فیلم پورنوی وی چندین برابر می‌شود. پس از پخش موفق و تجاری فیلم پورنوی پاملا اندرسون که برای وی هم شهرت بیشتر و هم موفقیت‌های مالی به همراه داشت، بسیاری دیگر از چهره‌های معروف سینما، موسیقی و تلویزیون آمریکا نیز با گذاشتن فیلم لحظات عشقی و خصوصی خود، در سال‌های بعد، تلاش کردند تا راه پاملا اندرسون را ادامه دهند.
در سال ۲۰۰۶ وی با خواننده مشهور راک با نام کید راک ازدواج کرد که در همان سال منجر به طلاق شد. برخی علت طلاق را عصبانیت کید راک از پاملا، پس از تماشای فیلم بورات می‌دانند.

## کارهای خیریه
پَم اندرسون یک گیاهخوار و فعال طرفدار حقوق جانوران است. وی عضو فعال یک سازمان حمایت از جانوران به نام بنیاد مردمی رعایت اصول اخلاقی در برابر جانوران (PETA) است که برای حقوق جانوران مبارزه می‌کند. پاملا در سال‌های نوجوانی وقتی شاهد صحنه‌ای بود که پدرش را در حال سلاخی حیوانی که شکار کرده بود نشان می‌داد، به گیاهخواری روی آورد و از آن هنگام از هر غذایی که گوشت جانوران در آن باشد پرهیز می‌کند.
یکی از مبارزاتی که پاملا اندرسون در حمایت از جانوران به راه انداخت، مبارزه برای جلوگیری از استفاده از پوست جانوران برای استفاده در مُد و لباس‌های فانتزی بود. وی در سال ۱۹۹۹ اولین جایزه لیندا مک کارتنی را به خاطر حمایت از حقوق جانوران و مبارزاتش در راه جلوگیری از استفاده از پوست جانوران را دریافت کرد. در سال ۲۰۰۳ در تصویری تبلیغی برای سازمان بنیاد مردمی رعایت اصول اخلاقی در برابر جانوران به صورت برهنه ظاهر شد. پیام عکس که در پائین تصویر نوشته شده بود، این بود که: «من ترجیح می‌دهم تا برهنه باشم تا از پوست جانوران در لباس‌هایم استفاده کنم». همچنین در ۲۸ ژوئن ۲۰۰۳، پاملا اندرسون درپشت ویترین بوتیک استلا مک‌کارتنی در لندن، به همراه چندی دیگر از فعالان حقوق جانوران در اعتراض به استفاده طراحان مُد و لباس در استفاده از پوست جانوران در طرح‌هایشان، به صورت برهنه برای ساعاتی ظاهر شد. بر روی تکه پارچه‌ای در کنارشان نوشته شده بود که «ما ترجیح می‌دهیم پوستمان عریان باشد تا پوست به تن کنیم». این تظاهرات توجه بسیار زیاد مطبوعات انگلیس و جهان را به خود جلب کرد.
وی همچنین به صورت فعال در کمپین علیه رستوران‌های زنجیره‌ای کی‌اف‌سی شرکت می‌کند. در سال ۲۰۰۱ پم اندرسون نامه‌ای را در حمایت از کمپین مبارزاتی پیتا علیه رستوران‌های زنجیره‌ای کی‌اف‌سی در اعتراض به قتل سالیانه بیش از هفتصد و پنجاه میلیون مرغ توسط شرکت کنتاکی فراید چیکن (مرغ کنتاکی) منتشر کرد و عمل آن‌ها را «ضدبشری و غیراخلاقی» خواند. وی سپس در یک ویدیوی تبلیغاتی علیه رستوران‌های زنجیره‌ای کی‌اف‌سی ظاهر شد و از نحوه قتل وحشیانه مرغها در قصاب‌خانه‌های رستوران‌های زنجیره‌ای کی‌اف‌سی به شدت انتقاد کرد.
در ژانویه ۲۰۰۶ اندرسون درخواست کرد که فرماندار ایالت کنتاکی مجسمه نیم‌تنه کلونل هارلند ساندرز، بنیان‌گذار رستوران‌های زنجیره‌ای کی‌اف‌سی را بردارد، اما فرماندار به درخواست وی اعتنا نکرد. در فوریه ۲۰۰۶، پاملا اندرسون تصمیم گرفت تا مسابقات اسب سواری کنتاکی دربی را بخاطر حمایت از رستوران‌های زنجیره‌ای کی‌اف‌سی تحریم کند.
وی همچنین در کمپین‌ها و تظاهرات مختلفی علیه شکار خوک آبی در کانادا شرکت می‌کند. در مارس ۲۰۰۶، اندرسون که دارای ملیت کانادایی است، از استفان هارپر نخست‌وزیر کانادا درخواست ملاقات کرد. درخواست وی با امتناع دفتر نخست‌وزیری مواجه شد.
وی همچنین به سازمان‌های خیریه حمایت از بیماران مبتلا به ایدز و کبد پیوست و به عنوان سخنگوی بنیاد کبد آمریکا انتخاب شد.
به تازگی پاملا اندرسون به کمپین جدید پیتا برای بایکوت شرکت آبمیوه‌سازی پوم پیوسته است.

## مُدلینگ و فیلم‌شناسی

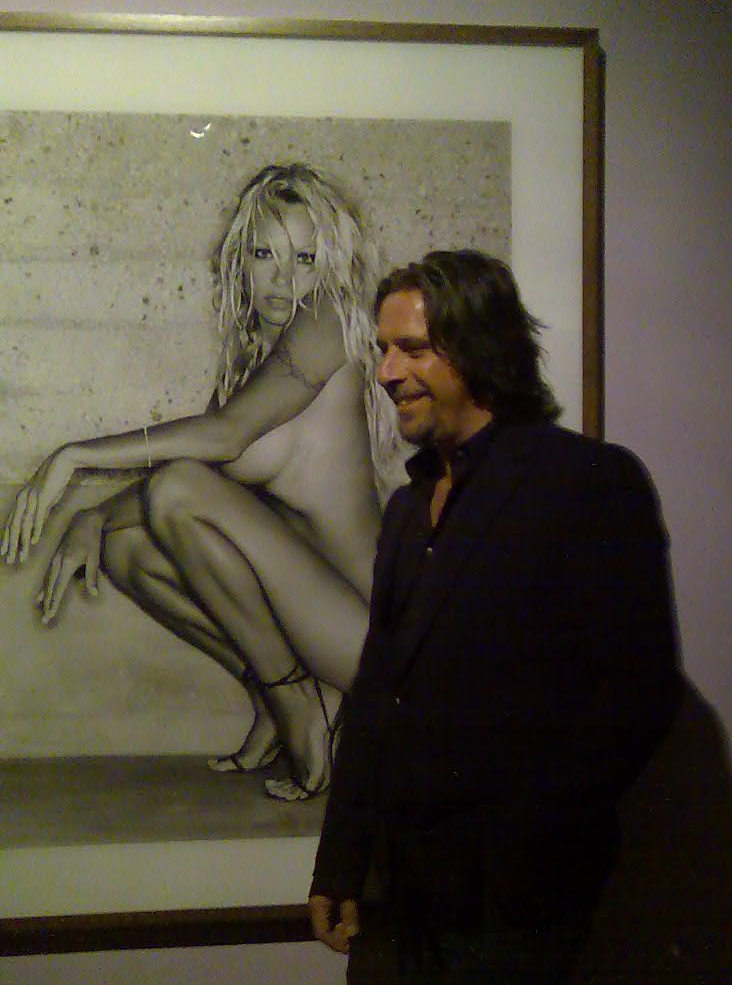
تصویری از پاملا اندرسون برای مجله پلی‌بوی که در نمایشگاه عکس‌های سانته دورازیو در نگارخانه‌ای در شهر وین به نمایش گذاشته شده بود. - اکتبر ۲۰۰۶

### سینما
- تسخیر بورلی هیلز (۱۹۹۱)
- گل‌میمونی (۱۹۹۳)
- عدالت نارس (۱۹۹۴)
- ارواح عریان (۱۹۹۵)
- سیم خاردار (۱۹۹۶)
- اسکوبی-دو (۲۰۰۲)
- پالی شور مرده است (۲۰۰۳)
- فیلم ترسناک ۳ (۲۰۰۳)
- بدون قانون (۲۰۰۵)
- بورات (۲۰۰۶)
- فیلم ابرقهرمان (۲۰۰۸)
- تابستان کاستاریکایی (۲۰۱۰)
- وحدت (۲۰۱۵)
- گارد ساحلی (۲۰۱۷)
- مؤسسه (۲۰۱۷)
- نیکی لارسون و عطر کوپید (۲۰۱۹)

### تلویزیون
- متأهل… بچه‌دار (۰۱۹۹)
- بهینه‌سازی خانه (از سال ۱۹۹۱ تا ۹۳)
- بی‌واچ (از سال ۱۹۹۲ تا ۹۷)
- روزهای زندگی ما (۱۹۹۲)
- پخش زنده شنبه شب (۱۹۹۷)
- وی‌آی‌پی (۱۹۹۸ تا ۰۲)
- فیوچراما (۱۹۹۹)
- پادشاه تپه (۲۰۰۲)
- بی‌واچ: ازدواج به سبک اهالی هاوایی (۲۰۰۳)
- استریپرلا (۲۰۰۳ تا ۰۴) (صدا)
- پشته (۲۰۰۵ تا ۰۶)
- ۸ قانون ساده (۲۰۰۵)
- رقص با ستارگان (۲۰۱۲, ۲۰۱۰)
- یالان دنیا (۲۰۱۲)
- مالیبو

### پلی‌بوی
پامِلا اندرسون رکورد بیشترین حضور در تاریخ مجله پلی‌بوی را برای خود به ثبت رسانده است. وی بر روی جلد شمارگان متعدد مجله پلی‌بوی قرار گرفته است. از آن جمله می‌توان به شمارگان ذیل اشاره کرد:
- اکتبر ۱۹۸۹
- فوریه ۱۹۹۰
- ژوئیه ۱۹۹۲
- اوت ۱۹۹۳
- نوامبر ۱۹۹۴
- ژانویه ۱۹۹۶
- سپتامبر ۱۹۹۷
- ژوئن ۱۹۹۸
- فوریه ۱۹۹۹
- ژوئیه ۲۰۰۱
- مه ۲۰۰۴
- ژانویه ۲۰۰۷